# Британска кухиња
Британска кухиња је наслеђе кулинарске традиције и праксе Уједињеног Краљевства.
Нове намирнице стизале су током миленијума, од кобасица у римско доба, поморанџе у средњем веку, шећера, кромпира и банана у колумбијској размени после 1492. године и љутих кари сосева из Индије у 18. и 19. веку.
Традиционална британска јела укључују пуни доручак, рибу и помфрит и чобанску питу. Британска кухиња има карактеристичне националне варијанте у облику енглеске, шкотске, велшке и северноирске кухиње.

## Историја
Хлеб од мешаних житарица први пут је направљен око 3700. године пре нове ере у Британији. 
У средњем веку, Англосаксонци су увели сланину у Британију негде током 1. миленијума нове ере.  Норманско освајање је поново увело зачине и континенталне утицаје у Велику Британију у средњем веку;  поморанџе су стигле крајем 13. века,  шећерна трска у 14. веку,  и шаргарепа у 15. веку. 
Са западним истраживањем Новог света 1492. године, колумбијска размена је довела до доласка у Европу многих нових намирница, укључујући рафинисани шећер, кромпир, банану  и чоколаду. Раст светске трговине донео је и храну и пиће из Старог света, укључујући чај  и кафу. 
Ћуретина је уведена у Британију у 16. веку,  али њена употреба за божићну вечеру, са божићним пудингом за десерт, била је иновација из 19. века.   Остала традиционална британска јела, попут рибе и помфрита и енглеског доручка, постала су истакнута у викторијанској ери.  
Током светских ратова 20. века, тешкоће у снабдевању храном биле су супротстављене мерама као што је рационализација. Рационирање се наставило скоро десет година након Другог светског рата, ау неким аспектима било је строже него током рата, тако да је читава генерација одгајана без приступа многим раније уобичајеним састојцима, што је вероватно допринело опадању британске кухиње.  Глад за кухињама из иностранства задовољили су писци као што је Елизабет Дејвид, која је од 1950. произвела дочаране књиге, почевши од Књиге медитеранске хране, чије састојке је тада често било немогуће пронаћи у Британији.  До 1960-их страних празника и ресторана у страном стилу у Британији проширили су популарност стране кухиње.   Од 1970-их, доступност и асортиман доброг квалитета свежих производа се повећао, а британско становништво постало је спремније да мења своју исхрану. Модерна британска кухиња ослања се на утицаје медитеранске, а однедавно и блискоисточне и азијске кухиње.
У 18. и 19. веку, колонијално Британско царство је почело да буде под утицајем индијске разрађене традиције исхране са јаким зачинима и биљем. Традиционална британска кухиња је модификована додатком зачина у индијском стилу и састојака као што је пиринач.  
Кари је постао популаран у Британији до 1970-их, када су неки ресторани који су првобитно служили углавном Индијцима открили да се њихова клијентела диверзификује.  Тика масала од пилетине, благо зачињено јело у кремастом сосу, измишљено око 1971. у Британији, названо је „правим британским националним јелом“.  

## Националне кухиње

### Енглеска кухиња
Енглеска кухиња има своје карактеристичне атрибуте, али такође дели много са широм британском кухињом, делом кроз увоз састојака и идеја из Северне Америке, Кине и Индије у време Британског царства и као резултат послератне имиграције. Нека традиционална јела, као што су кобасице, сиреви, печено и динстано месо, пите од меса и дивљачи, кувано поврће и чорбе, слатководна и морска риба имају древно порекло. Енглески кувар из 14. века, садржи рецепте који датирају са краљевског двора Ричарда Другог.  

### Северноирска кухиња
Кулинарско наслеђе Северне Ирске има своје корене у основној исхрани генерација пољопривредних породица — хлебу и кромпиру.  Историјски гледано, ограничена доступност састојака и низак ниво имиграције резултирали су ограниченом разноврсношћу и релативном изолацијом од ширих међународних кулинарских утицаја. 21. век је доживео значајна побољшања у локалној кухињи, коју карактерише повећање разноврсности, количине и квалитета гастропабова и ресторана. 

### Шкотска кухиња
Шкотска кухиња више дели са Скандинавијом него са Енглеском.  Традиционална шкотска јела укључују банок, бросе, кален скинк, Данди торту, хагис, мармеладу, кашу итд.   Кухиње северних острва Оркни и Шетланд се изразито разликују од кухиње копнене Шкотске.  Нација је позната по својим вискијима.

### Велшка кухиња
Велшка кухиња у средњем веку била је ограниченог опсега; Гералд, капелан Хенрија Другог, написао је након обиласка из 1188. године да „Цела популација живи скоро у потпуности од зоби и од производа својих стада, млека, сира и путера. Од велшке кухиње не смете да очекујете разноврсна јела, а нема зачињених ситница које би вам изазвале апетит.“  Кухиња укључује рецепте за велшку јагњетину, као и јела као што су каула, велшки раребит, лавербреад, велшки колачи. 
- Пример јела четири народа
- Енглески чај са колачићима
- Северноирски хлеб фарл
- Шкотски хагис, кораба и пире кромпир
- Велшка каула

### Историографија
- Otter, Chris (2012). „The British Nutrition Transition and its Histories”. History Compass. 10 (11): 812—825. doi:10.1111/hic3.12001.